# Rectivena punctata
Rectivena punctata är en stekelart som beskrevs av Van Achterberg 1991. Rectivena punctata ingår i släktet Rectivena och familjen bracksteklar. Inga underarter finns listade i Catalogue of Life.